# Abrakadabra

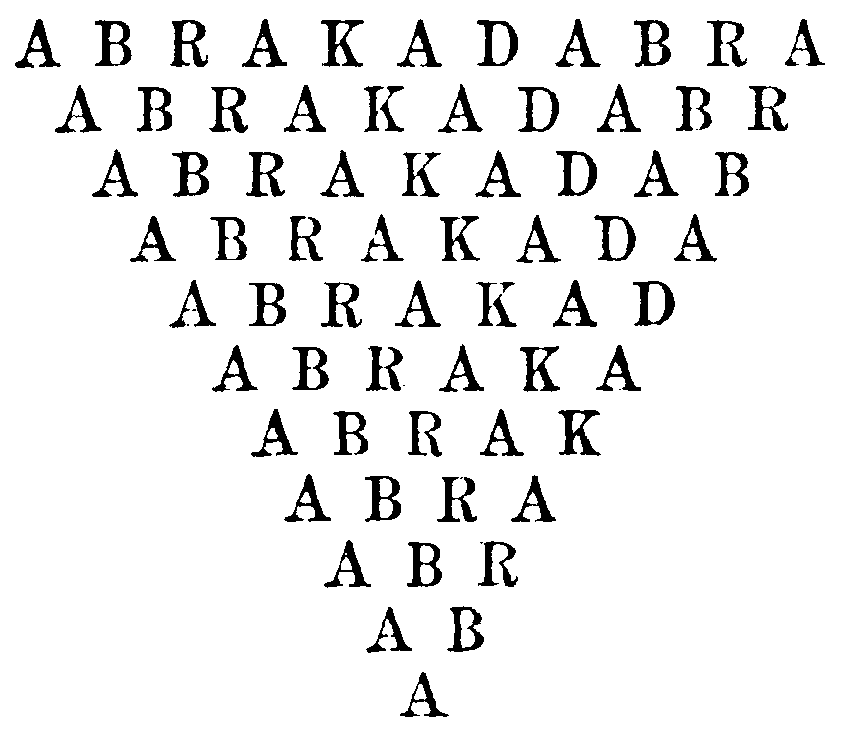
Trojúhelník vzniklý postupným zápisem slova pod sebe a vynecháváním krajních písmen

Abrakadabra je patrně nejstarší mystické slovo, které bylo používáno k vyvolávání nadpozemských sil především kvůli ochraně proti nemocem. Toto magické zaříkání může vycházet z aramejské podoby hebrejského abra („stvořím“) a k'adabra („jak řeknu“), jež odkazuje na učení o stvoření pomocí písmen a jmen zdokumentovaných v Sefer Jecira. Ve skutečnosti je však výraz „abrakadabra“ zřejmě jen zkomoleninou věty, jež se nachází v Talmudu. Zní RaBA BaRA GaBRA (רבא ברא גברא‎), což přeloženo znamená: „Rava vytvořil (napodobeninu) člověka.“ Jedná se o první zmínku v hebrejské literatuře, jež se týká stvoření tzv. golema. V dnešní době je tento výraz používán moderními iluzionisty, kteří tímto slovem předstírají pomoc nadpřirozených sil.